# Güven Aydemir
Güven Aydemir – turecki bokser amatorski, mistrz świata kadetów (2001) w wadze do 45 kg oraz wicemistrz Unii Europejskiej seniorów (2006) w kategorii do 51 kg.

## Kariera amatorska
W 2001 zwyciężył na mistrzostwach świata kadetów w Baku. W finałowym pojedynku pokonał reprezentanta Uzbekistanu Kamrona Kosimowa.
W 2005 roku podczas turnieju Strandża Memorial walczył z dwukrotnym mistrzem Europy Gieorgijem Bałakszynem. Aydemir przegrał ten pojedynek na punkty (21:33), odpadając z turnieju w fazie ćwierćfinałowej.
Jako senior reprezentował Turcję na Mistrzostwach Unii Europejskiej 2006 w Peczu. Turek zapewnił sobie miejsce w finale po zwycięstwie nad Francuzem Aminem Lamirim. W finale pokonał go zwycięzca tego turnieju w roku 2004, Salim Salimow. 
Dwukrotnie startował w turnieju im. Ahmeta Cömerta w roku 2006 i 2007, gdzie odpadał w początkowych fazach turnieju. 
Wicemistrz Turcji (2004) w kategorii do 54 kg. 